# Anton Lans
Anton Lans, född 17 april 1991 i Lidköping, är en svensk fotbollsspelare. 

## Karriär
Lans moderklubb är Vinninga AIF. Som 14-åring gick han till Lidköpings IF. Som 16-åring gick han till IF Elfsborg. I november 2015 skrev han på ett tvåårskontrakt med Gefle IF.
I december 2017 värvades Lans av Örgryte IS, där han skrev på ett tvåårskontrakt. I juni 2019 förlängde Lans sitt kontrakt fram över säsongen 2021. I november 2021 förlängde han sitt kontrakt med ett år. Efter säsongen 2022 lämnade Lans klubben.